# Nymfomani
Nymfomani (også kaldet østromani) er en sjælden psykisk lidelse, der findes blandt kvinder med højere seksuelt behov end den gennemsnitlige kvinde.[kilde mangler] Lidelsen går under navnet satyromani blandt mænd. Den almindelige definition på begrebet nymfomani er: «sygelig øget kønsdrift hos kvinder».[kilde mangler]
I sjældne tilfælde udvikler lidelsen sig til skizofreni.[kilde mangler]
| Psykiatri | Spire Denne artikel om psykiatri er en spire som bør udbygges. Du er velkommen til at hjælpe Wikipedia ved at udvide den. |